# Melinnexis rostrata
Melinnexis rostrata är en ringmaskart som först beskrevs av Elise Wesenberg-Lund 1950.  Melinnexis rostrata ingår i släktet Melinnexis och familjen Ampharetidae. Inga underarter finns listade i Catalogue of Life.